# LPGA KEB하나은행 챔피언십
LPGA KEB하나은행 챔피언십(LPGA KEB Hana Bank Championship)은 대한민국 인천광역시에서 열린 골프 대회이다. 전신은 스포츠투데이 CJ 나인브릿지 클래식으로 대한민국에서 열린 최초의 LPGA 대회이다. 2001년에 대회가 열릴 예정이였지만 9·11 테러이후 미국의 아프가니스탄 공격으로 대회가 취소되었다. 1년 후 2002년에는 제주특별자치도 나인브릿지 골프 클럽에서 정상적으로 열렸으며 박세리가 초대 대회 우승했다. 2008년부터 인천광역시에 위치한 스카이72 골프클럽에서 대회가 열렸으며  2018년을 마지막으로 대회가 폐지되었다. 2013년까지는 3라운드까지 진행했지만 2014년부터는 4라운드까지 진행하며 컷 탈락 없이 진행했다. 2019년 부터는 대한민국에서 BMW 레이디스 챔피언십이 대신하여 LPGA 투어 대회 중 하나로 진행한다.

## 대회명
- 2001 - 2002: 스포츠투데이 CJ 나인브릿지 클래식
- 2003 - 2005: 스포츠투데이 CJ 나인브릿지 클래식 프리젠티드 바이 스포츠투데이
- 2006: LPGA 코오롱-하나은행 챔피언십
- 2007 - 2009: LPGA 하나은행-코오롱 챔피언십
- 2010 - 2011: LPGA 하나은행 챔피언십 프리젠티드 바이 SK텔러콤
- 2012 - 2018: LPGA KEB 하나은행 챔피언십

## 참가 자격
LPGA, KLPGA 공동 대회로 LPGA투어 상금랭킹 상위 59명과 KLPGA투어 상금랭킹 상위 12명에게 참가 자격이 주어진다. 추가로 대회 조직위원회가 7명의 선수를 초청해 총 78명의 선수가 대회에 참가한다.

## 우승자
| 년도 | 날짜                      | 우승자                    | 국가                      | 점수                      | 파                        | 골프장                      | 총 상금 ($)               | 우승자 상금 ($)           | 비고                      |
| ---- | ------------------------- | ------------------------- | ------------------------- | ------------------------- | ------------------------- | --------------------------- | ------------------------- | ------------------------- | ------------------------- |
| 2018 | 10월 11일 - 14일          | 전인지                    | 대한민국                  | 272                       | −16                       | 스카이72 골프클럽 오션 코스 | 2,000,000                 | 300,000                   | [ 9 ]                     |
| 2017 | 10월 12일 - 15일          | 고진영                    | 대한민국                  | 269                       | −19                       | 스카이72 골프클럽 오션 코스 | 2,000,000                 | 300,000                   | [ 10 ]                    |
| 2016 | 10월 13일 - 16일          | 카를로타 시간다           | 스페인                    | 278**                     | −10                       | 스카이72 골프클럽 오션 코스 | 2,000,000                 | 300,000                   | [ 11 ]                    |
| 2015 | 10월 15일 - 18일          | 렉시 톰슨                 | 미국                      | 273                       | −15                       | 스카이72 골프클럽 오션 코스 | 2,000,000                 | 300,000                   | [ 12 ]                    |
| 2014 | 10월 16일 - 19일          | 백규정                    | 대한민국                  | 278**                     | −10                       | 스카이72 골프클럽 오션 코스 | 2,000,000                 | 300,000                   | [ 13 ]                    |
| 2013 | 10월 18일 - 20일          | 양희영                    | 대한민국                  | 207**                     | −9                        | 스카이72 골프클럽 오션 코스 | 1,900,000                 | 285,000                   | [ 14 ]                    |
| 2012 | 10월 19일 - 21일          | 수잔 페테르센             | 노르웨이                  | 204**                     | −11                       | 스카이72 골프클럽 오션 코스 | 1,800,000                 | 270,000                   | [ 15 ]                    |
| 2011 | 10월 7일 - 9일            | 쩡야니                    | 대만                      | 202                       | −14                       | 스카이72 골프클럽 오션 코스 | 1,800,000                 | 270,000                   | [ 16 ]                    |
| 2010 | 10월 29일 - 31일          | 최나연                    | 대한민국                  | 206                       | −10                       | 스카이72 골프클럽 오션 코스 | 1,800,000                 | 270,000                   | [ 17 ]                    |
| 2009 | 10월 30일 - 11월 1일      | 최나연                    | 대한민국                  | 206                       | −10                       | 스카이72 골프클럽 오션 코스 | 1,700,000                 | 255,000                   | [ 18 ]                    |
| 2008 | 10월 31일 - 11월 2일      | 캔디 쿵                   | 미국                      | 210                       | −6                        | 스카이72 골프클럽 오션 코스 | 1,600,000                 | 240,000                   | [ 20 ]                    |
| 2007 | 10월 19일 - 21일          | 수잔 페테르센             | 노르웨이                  | 141*                      | −3                        | 마우나 오션 컨트리클럽      | 1,500,000                 | 225,000                   | [ 21 ]                    |
| 2006 | 10월 27일 - 29일          | 홍진주                    | 대한민국                  | 205                       | −11                       | 마우나 오션 컨트리클럽      | 1,350,000                 | 202,500                   | [ 22 ]                    |
| 2005 | 10월 28일 - 30일          | 이지영                    | 대한민국                  | 211                       | −5                        | 나인브릿지 골프 클럽        | 1,350,000                 | 202,500                   | [ 23 ]                    |
| 2004 | 10월 29일 - 31일          | 박지은                    | 대한민국                  | 200                       | −16                       | 나인브릿지 골프 클럽        | 1,350,000                 | 202,500                   | [ 24 ]                    |
| 2003 | 10월 31일 - 11월 2일      | 안시현                    | 대한민국                  | 204                       | −12                       | 나인브릿지 골프 클럽        | 1,250,000                 | 187,500                   | [ 25 ]                    |
| 2002 | 10월 25일 - 27일          | 박세리                    | 대한민국                  | 213                       | −3                        | 나인브릿지 골프 클럽        | 1,500,000                 | 225,000                   | [ 26 ]                    |
| 2001 | 9·11 테러의 영향으로 취소 | 9·11 테러의 영향으로 취소 | 9·11 테러의 영향으로 취소 | 9·11 테러의 영향으로 취소 | 9·11 테러의 영향으로 취소 | 9·11 테러의 영향으로 취소   | 9·11 테러의 영향으로 취소 | 9·11 테러의 영향으로 취소 | 9·11 테러의 영향으로 취소 |

*3라운드가 강풍으로 취소되며 2라운드까지 결과로 우승자가 정해졌다.

**연장전 진행